# Vladimir Petrovič Mezencev
Vladimir Petrovič Mezencev (rusko Владимир Петрович Мезенцев), ruski general, * 1781, † 1833.
Bil je eden izmed pomembnejših generalov, ki so se borili med Napoleonovo invazijo na Rusijo; posledično je bil njegov portret dodan v Vojaško galerijo Zimskega dvorca.

## Življenje
16. avgusta 1782 je vstopil v Preobraženski polk; 1. januarja 1796 je bil povišan v zastavnika in 28. septembra 1800 še v polkovnika. 
Leta 1802 je bil kot inšpektor adjutant dodeljen generalu pehote grofu Tatiščevu. Udeležil se je vojne tretje koalicije; sprva v sestavi Novgorodskega mušketirskega polka in nato Narvaškega mušketirskega polka. 
Med bitko pri Austerlitzu je bil ranjen in posledično je padel v francosko ujetništvo, kjer je ostal nadaljnji dve leti. Leta 1808 se je vrnil v Rusijo; sprva je bil dodeljen Azovskemu mušketirskemu polku, nato pa Minskemu mušketirskemu polku; 3. julija istega leta je postal poveljnik slednjega polka. 
Za poveljnika Permijanskega mušketirskega polka je bil dodeljen 22. julija 1808; s polkom se je udeležil vojne s Švedsko 1808-09 ter patriotske vojne leta 1812. Med vojno se je izkazal, tako da je bil 18. oktobra istega leta povišan v generalmajorja. A istega leta je bil hudo ranjen v glavo in bil posledično poslan na okrevanje. 
V aktivno vojaško službo se je vrnil poleti 1813 in sicer kot poveljnik 5. pehotne divizije. Po vojni je postal poveljnik 2. brigade iste divizije, nato pa se je 14. novembra 1817 vrnil na položaj divizijskega poveljnika. 
2. januarja 1826 se je upokojil zaradi slabega zdravja.